# Cold Skin Obsession
Cold Skin Obsession – drugi album studyjny polskiej grupy muzycznej Thy Disease. Wydawnictwo ukazało się 27 listopada 2002 roku nakładem wytwórni muzycznej Metal Mind Productions. Do płyty został dołączony także teledysk do utworu "Perfect Form". Nagrania zostały zarejestrowane w Yaro Home Studio w Skawinie pomiędzy sierpniem a wrześniem 2002 roku we współpracy z Jarosławem Baranem.

## lista utworów
Opracowano na podstawie materiału źródłowego.
1. "Perfect Form" (sł. Psycho, muz. Yanuary, Cube) - 4:11
2. "Blade Intimacy" (sł. Psycho, muz. Yanuary, Cube) - 3:22
3. "War Is Mine" (sł. Psycho, muz. Yanuary, Cube) - 6:27
4. "Ultimate Reign" (sł. Psycho, muz. Yanuary, Cube) - 3:47
5. "The Last of the Mohicans" (muz. Randy Edelman) - 4:12
6. "Cold" (sł. Psycho, muz. Yanuary, Cube) - 3:26
7. "Redemption in...Pain" (sł. Psycho, muz. Yanuary, Cube) - 5:14
8. "Nihilistic Tranquillity" (sł. Psycho, muz. Yanuary, Cube) - 6:29
9. "Qualbuhu la Jadruqqu" (sł. Psycho, muz. Yanuary, Cube) - 3:19
10. "Without Judgement" (sł. Chuck Schuldiner, muz. Chuck Schuldiner) - 7:22

## Twórcy
Opracowano na podstawie materiału źródłowego.

- Michał "Psycho" Senajko – wokal prowadzący
- Dariusz "Yanuary" Styczeń – gitara prowadząca
- Piotr "Pepek" Woźniakiewicz – gitara rytmiczna
- Marek "Marcotic" Kowalski – gitara basowa
- Jakub "Cube" Kubica – instrumenty klawiszowe, wokal wspierający
- Maciej "Darkside" Kowalski – perkusja
- Adrian "Covan" Kowanek - wokal wspierający
- Jarosław Baran – inżynieria dźwięku, produkcja muzyczna
- Jarosław Kubicki – okładka, oprawa graficzna
- Sisi – zdjęcia
- Adam Kuc – realizacja teledysku